# Armen Garo
Armen Garo, pseudonimo di Garegin Pastermadjian (in armeno Գարեգին Փաստրմաճեան?; Erzurum, 9 febbraio 1872 – Ginevra, 23 marzo 1923), è stato un politico e attivista armeno.
Armen Karo è stato un membro di spicco della Federazione Rivoluzionaria Armena per più di due decenni. Fu una delle menti dell'occupazione della Banca ottomana nel 1896 in risposta ai massacri hamidiani, in cui furono assassinati centinaia di migliaia di armeni, e all'operazione Nemesis, in cui furono assassinati diversi autori del genocidio armeno. Tra il 1918 e il 1920 prestò servizio come primo ambasciatore negli Stati Uniti dalla Prima Repubblica di Armenia.

## Biografia

### Primi anni di vita

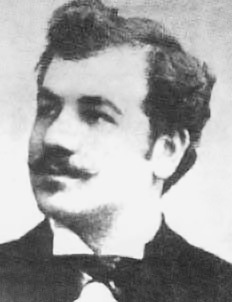
Armen Garo in gioventù

Karekin Pastermadjian nacque a Karin (l'attuale provincia di Erzurum). Terminò la sua istruzione come uno dei primi laureati del Collegio Sanasarian di Erzerum nel 1891. Successivamente, nel 1894, continuò i suoi studi in Francia per studiare agraria presso la Scuola di Agraria di Nancy-Université. Durante questo periodo fu presentato alla Federazione Rivoluzionaria Armena (ARF).

### Resistenza di Zeitun del 1895
I suoi piani per tornare nella sua città natale dopo la laurea si interruppero quando a Zeitun iniziarono i massacri e i conflitti. Lasciò gli studi per aiutare i suoi compatrioti a Zeitun. Ben presto si ritrovò a Ginevra dove divenne un attivista insieme ai suoi compagni. Fu mandato in Egitto per assistere la Resistenza di Zeitun. Con Sarkis Srentz, Haig Tiriakian (che assunse il nome di Hratch) e Max Zevrouz, lasciò l'Egitto e tornò nell'Impero ottomano per partecipare alle azioni dell'ARF. Fu in questo periodo che Karekin Pastermadjian assunse per la prima volta il nome di Armen Garo.

### Occupazione della Banca Ottomana
L'occupazione della Banca Ottomana del 1896, eseguita il 26 agosto 1896, fu un'idea sua e di Papken Siuni. L'attacco avvenne intorno alle 13:00. Armen Garo entrò 10 minuti prima dell'attacco e aveva il ruolo di tenere occupato il cassiere e impedire che gli ufficiali di banca scappassero. I suoi uomini non arrivarono rapidamente e si recò quindi in una caffetteria dall'altro lato della strada. Quando vide gli uomini attraverso la porta, corse fuori per incontrarli. Durante la lunga e sanguinosa battaglia, il capogruppo, Papken Siuni, fu ucciso. Armen Garo assunse la carica di leader, impartendo ordini al suo gruppo per la gran parte della situazione di stallo

### Studi universitari, 1897-1900

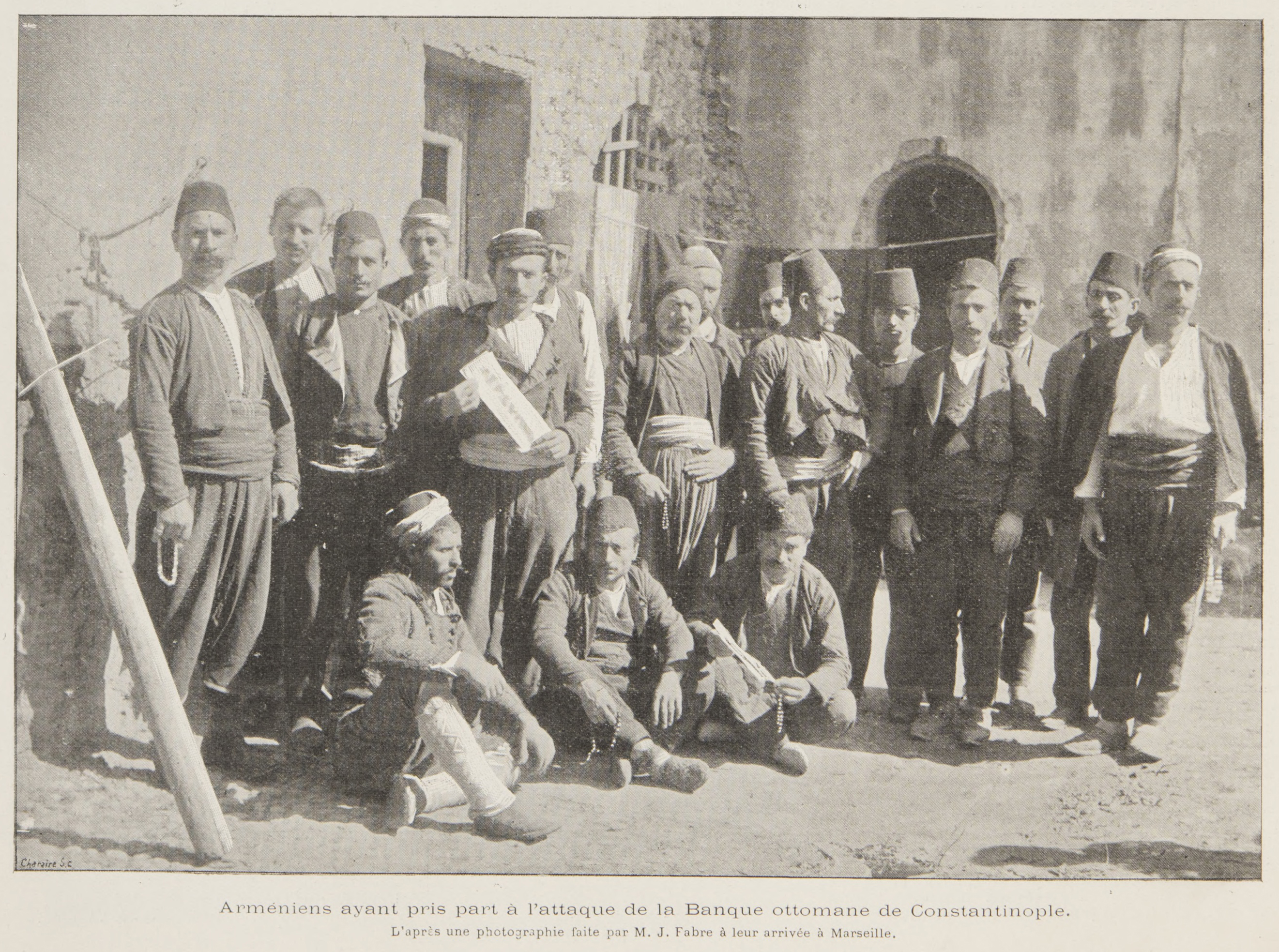
I fedayee a Marsiglia in Francia, dopo l'occupazione della Banca ottomana

Dopo questi eventi, Karekin Pastermadjian tornò in Europa per continuare i suoi studi non terminati. Il ministro degli Esteri francese Gabriel Hanotaux dichiarò come personae non gratae gli armeni coinvolti nell'occupazione della Banca ottomana e negò il loro soggiorno in Francia. Armen Garo si trasferì in Svizzera e studiò scienze naturali all'Università di Ginevra.
Durante gli studi continuò la sua attività con la Federazione Rivoluzionaria Armena. Fu nell'elenco dei delegati della seconda conferenza generale dell'ARF nel 1898, in rappresentanza del comitato del partito in Egitto. Nonostante la sua giovinezza, aveva guadagnato fiducia e autorità nei circoli dirigenti della Federazione Rivoluzionaria Armena. Nel 1900 completò i suoi corsi all'Università di Ginevra e conseguì un dottorato in chimica fisica. Nel 1901 fondò a Tiflis un laboratorio per la ricerca chimica.

### Massacri armeno-tartari, 1905-1907
Durante i massacri armeno-tatari del 1905-1907 l'ARF fu coinvolta nelle attività armate. Pastermadjian organizzò l'autodifesa degli armeni a Tiflis. Lui e cinquecento volontari riuscirono a garantire la pace nella capitale della Transcaucasia.

### Deputato di Erzurum, 1908-1912
La situazione nel Caucaso tornò quasi alla normalità. Pastermadjian fu in grado di sostenere una vita abbastanza prospera per se stesso. Si assicurò il diritto di sviluppare una miniera di rame e lavorò per una partnership con una grande azienda. I suoi affari richiesero di rimanere nel Caucaso per continuare la sua impresa di successo.
Quando si verificò la rivoluzione dei Giovani turchi nel 1908, gli armeni di Erzerum, così come l'ARF, telegrafarono a Pastermadjian e gli chiesero di diventare il loro candidato alle prossime elezioni per il rappresentante al Parlamento ottomano. Divenne membro del parlamento ottomano durante la seconda era costituzionale come parte dei deputati della Federazione rivoluzionaria armena. Dopo la fine delle guerre balcaniche, le questioni che riguardavano gli armeni dominarono la politica tradizionale durante la quale Armen Karo fu un deputato di Erzurum. Durante i suoi quattro anni a Costantinopoli (Istanbul) come deputato, lavorò per conto della ferrovia che era nota al pubblico come Concessione Chester. Il suo obiettivo principale fu quello di costruire le ferrovie il prima possibile in quei vilayet che erano considerati i futuri possedimenti della Russia. Perciò né la Francia né la Germania vollero intraprendere l'obbiettivo per timore di suscitare l'inimicizia della Russia. Un altro scopo fondamentale era quello di costruire tali linee tramite il capitale americano, che avrebbe permesso di contrastare le politiche e gli intrighi finanziari russo-franco-tedeschi. Tuttavia nonostante tutti gli sforzi incapaci di superare l'opposizione tedesca a Costantinopoli, anche se, a seguito della lotta in connessione con quel disegno di legge, due ministri dei lavori pubblici furono costretti a dimettersi dall'incarico.
Talaat, a nome del "Comitato dell'Unione e del Progresso", offrì il portafoglio dei lavori pubblici, ma rifiutò queste proposte, per il semplice motivo che non voleva scendere a compromessi in alcun modo con i leader del governo.
Inoltre aveva preso una parte troppo attiva nel 1913 alle conferenze tenute per l'esame delle riforme armene, e soprattutto perché, mentre si svolgevano le elezioni parlamentari nell'aprile 1914, si trovava a Parigi e nei Paesi Bassi, come delegato della Federazione Rivoluzionaria Armena, per incontrare gli ispettori generali invitati a realizzare le riforme.

### Prima guerra mondiale

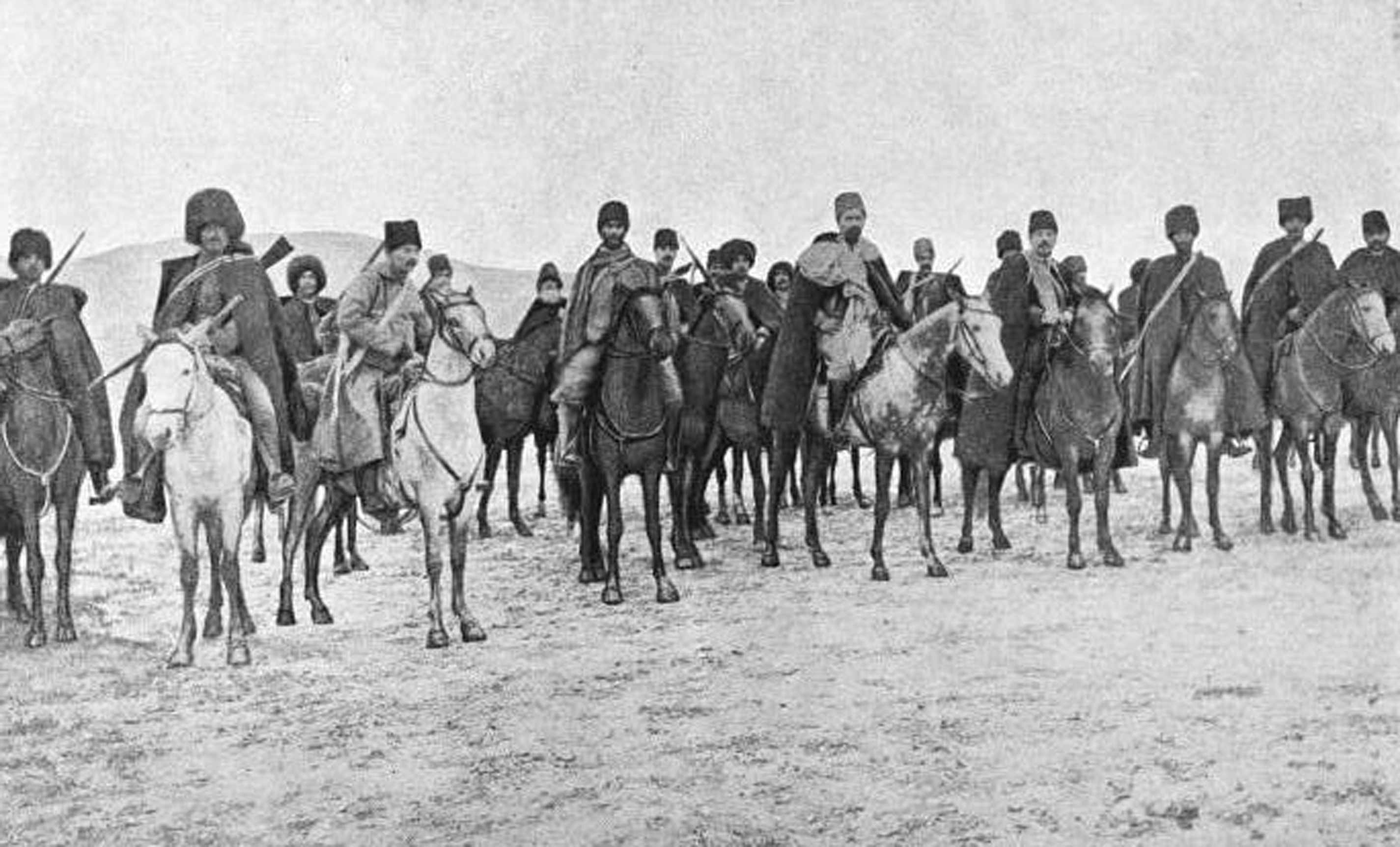
Lo staff dei volontari armeni del 2º Battaglione nel novembre 1914. Khetcho, Drastamat Kanayan e Karekin Pastermadjian sono tra quelli raffigurati

Nell'autunno del 1914, un mese e mezzo prima dell'inizio delle ostilità, Armen Garo si recò nel Caucaso in una missione speciale affidata dopo il congresso armeno a Erzurum, e si unì al comitato che era stato nominato dal Consiglio nazionale armeno del Caucaso al fine di organizzare le unità di volontari armeni.
Nel novembre 1914 accompagnò il secondo battaglione di volontari armeni come rappresentante del comitato esecutivo di Tiflis.

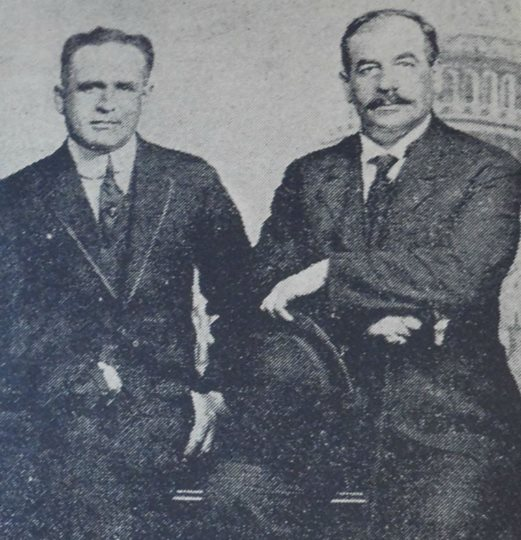
L'ambasciatore Armen Garo con l'ambasciatore degli Stati Uniti

Il 14 novembre, all'offensiva Bergmann, il secondo battaglione di volontari armeni si impegnò per la prima volta in battaglia, nei pressi di Bayazid. Nel corso di un sanguinoso combattimento durato ventiquattro ore, Dro, il comandante del battaglione, rimase gravemente ferito e Armen Garo fu costretto immediatamente a prendere il suo posto. Da quel giorno fino al marzo dell'anno successivo, rimase a capo di quel battaglione e lo guidò in undici battaglie nel quartiere di Alashkert, Toutakh e Malashkert fino a quando Dro si riprese e tornò per riprendere il comando.
Nell'estate del 1915 si recò a Van durante la difesa di Van, diventando uno dei primi ad entrare in città dopo che i russi l'avevano liberata. Khetho (Catchik), il suo assistente, morì sulle rive del lago Van nel luglio 1915.
Nella primavera del 1917, quando la rivoluzione russa capovolse il Caucaso, Armen Garo e il dottor Hakob Zavriev furono inviati dal Caucaso a Pietrogrado per negoziare con il governo provvisorio russo sugli affari del Caucaso.
Partì per l'America nel giugno 1917 come rappresentante del Consiglio nazionale armeno di Tiflis.
Fu eletto ambasciatore della Prima Repubblica di Armenia negli Stati Uniti a Washington, D.C.

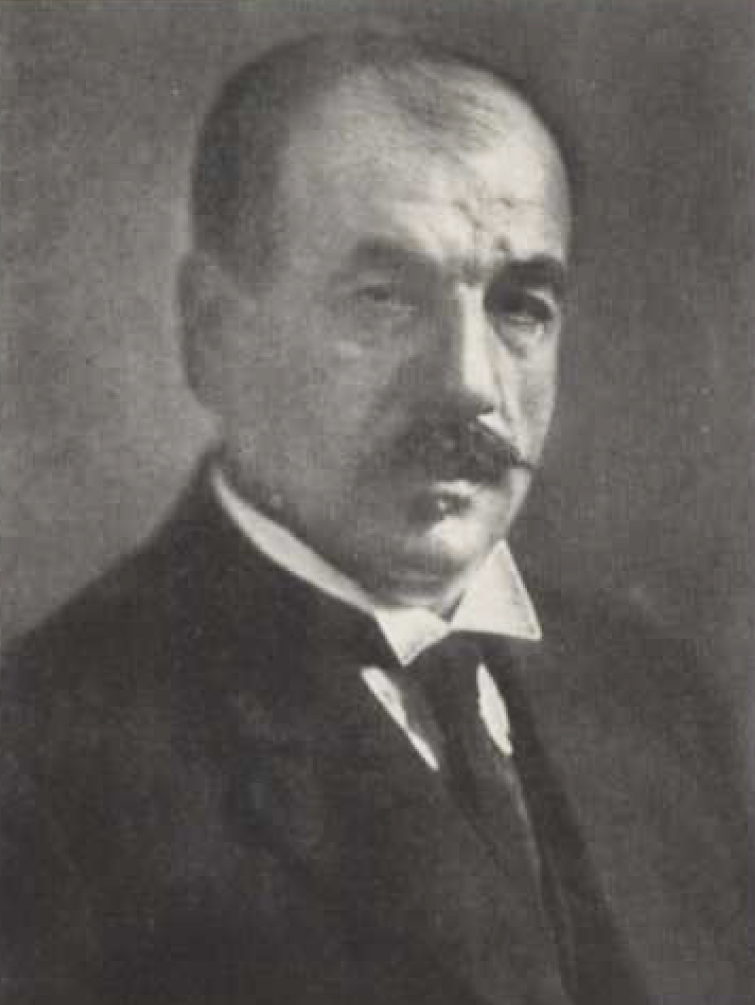
Armen Garo durante gli ultimi anni della sua vita

## Morte ed eredità
Quando nel 1915 scoppiò il genocidio armeno, Armen Garo divenne molto depresso e malato. Quando l'Armenia perse la sua indipendenza, la sua malattia peggiorò. Morì di malattie cardiache a Ginevra, in Svizzera, il 23 marzo 1923, dove stava partecipando a una conferenza in Russia.
È considerato un eroe nazionale dagli armeni, in particolare dai sostenitori dell'ARF per i suoi numerosi sforzi nell'aiutare il suo popolo.
Ci sono diverse organizzazioni con sezioni a lui intitolati, tra cui la sezione della Federazione giovanile armena "Armen Garo" di Racine, Wisconsin, e l'Associazione studentesca della Federazione rivoluzionaria armena "Armen Karo" del Canada.

## Opere
- Why Armenia should be free: Armenia's rôle in the present war... (1918)
- Armenia and Her Claims to Freedom and National Independence (1919)
- Armenia a Leading Factor in the Winning of the War (1919)